# Tomáš Novotný (architekt)
Tomáš Novotný (* 2. července 1954) je český architekt a vysokoškolský učitel.
Od roku 1997 působí spolu s Janem Karáskem v ateliéru KAVA, Karásek & Novotný architekti.
Na Fakultě architektury ČVUT působí jako vedoucí ateliéru ústavu navrhování I.
Od roku 1996 je členem Spolku výtvarných umělců Mánes, v letech 2011 – 2013 byl jeho předsedou.

## Realizované stavby
- 2002 Továrna K. Morstadt, Dělnická 43, Praha – Holešovice, přestavba a dostavba bývalé továrny na univerzální nájemní prostor, spoluautor Jiří Opočenský.[4]
- 2002 Dům s pečovatelskou službou U zlaté studně – Praha 1 – Malá Strana, spoluautor: Jan Karásek[5]
- 2003 Rekonstrukce divadla Na prádle po povodni v roce 2002, Praha – Malá Strana, spoluautor: Lukáš Ježek, Jan Karásek, Marcela Koukolová, Zuzana Novotná, Jan Novotný, Jiří Opočenský.[6]
- 2004 Památník obětem kolektivisace v zemědělství, Praha – Těšnov, spoluautor: Jiří Plieštik, Zuzana Mezerová.[7]
- 2004 Pomník veteránům světových válek, Praha – Dejvice, spoluautor: Jiří Plieštik, Jiří Opočenský, Vít Mlázovský, Zdeněk Rieger[8]
- 2004 Logistický terminál Písek, spoluautor: Tomáš Zmek, Jan Karásek, Pavel Škorpil, Marcela Koukolová[9] Stavba obdržela čestné uznání v soutěžní přehlídce Grand Prix Obce architektů
- 2007 Přestavba rodinného domu Říčany, spoluautor: Tomáš Zmek[10]
- 2007 Přestavba rodinného domu Zvírotice, spoluautor: Jan Novotný[11]
- 2007 Praha – Holešovice, přestavba průmyslového objektu na divadlo La Fabrika, spoluautor: Tomáš Zmek[12]
- 2009 Praha – Holešovice, dvorní kanceláře divadla La Fabrika, spoluprác: Tomáš Zmek[13]
- 2009 Malá vodní elektrárna Bojmany, spoluautor: Natália Čtvrtníčková, Juraj Calaj[14]
- 2011 Přesun "Gočárových domků" v areálu ZOO Praha po povodni, spoluautor: Kateřina Žentelová.[15]

## Kurátor výstav
- Josef Gočár, Otakar Novotný, výstava ke k 130. výročí narození dvou architektů, prosinec 2010, Galerie Diamant, Praha, kurátor výstavy, spolu s Jindřichem Bořeckým a Ivanem Exnerem.[16]